# Aleksandra Latyševa
Aleksandra Melikovna Latyševa (in russo Александра Меликовна Латышева?; Leningrado, 14 gennaio 1976) è un'ex cestista russa.

## Carriera
Con la Russia ha disputato i Campionati europei del 1995, vincendo la medaglia di bronzo.